# Crêt Monniot
Le crêt Monniot est un sommet de la chaîne du Jura qui domine les communes d'Arc-sous-Cicon, de Gilley, de La Chaux et de Bugny. Il culmine à 1 141 mètres d'altitude. L'ensemble de cette crête est couvert par des pâturages et ses flancs par des forêts. Le relief se prolonge sur une dizaine de kilomètres.
En hiver s'y pratiquent des randonnées en raquette, du ski nordique et, quand le vent se lève, du snowkite.